# Black Star Liner
Black Star Liner was een Nederlands radioprogramma van de VPRO. Het programma werd uitgezonden door Hilversum 3 van oktober 1978 tot 1981. Het programma werd gemaakt door Dave van Dijk en gepresenteerd door Anita Breeveld en Roy Ristie. Doelgroep waren Surinamers, Antillianen en andere minderheden. Het programma bevatte wereldmuziek, vooral Surinaamse, Antilliaanse en Afrikaanse muziek, salsa en reggae. Ook werden maatschappelijke kwesties en culturele onderwerpen besproken en muzikanten geïnterviewd.